# Pietro Scarnera
Pietro Scarnera és un periodista, Il·lustrador i autor de còmic italià nascut a Torí en 1979.

## Biografia
Pietro Scarnera viu a Bolonya, on treballa en els camps de la comunicació i el periodisme. És autor de novel·les gràfiques i col·labora, com il·lustrador, amb Amenità i Doppiozero. És un dels fundadors del projecte Graphic News. La seua primera novel·la gràfica fon Diario d'un addio, que tractava de la malaltia de son pare.
En 2016 va guanyar el premi a l'autor revelació del Festival d'Angouleme per Una stella tranquilla, una biografia il·lustrada de Primo Levi.

## Premis
- Prix révélation al Festival d'Angouleme-2016 per Une étoile tranquille - Portrait sentimental de Primo Levi (Una stella tranquilla).